# Klaus Peter Schmitz (Heimatforscher)

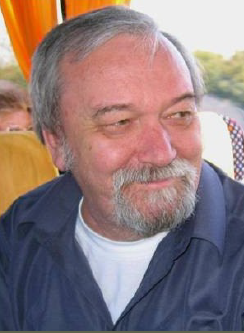
Klaus Peter Schmitz, 2013

Klaus Peter Schmitz (* 20. März 1944 in Schwelm; † 8. Januar 2020 ebenda) war ein deutscher Autor und Heimatforscher.

## Leben
Schmitz wuchs in einer Handwerksfamilie auf, besuchte als Internatsschüler das Collegium Heerde in Münster und das dortige Ratsgymnasium. Er arbeitete als Elektromeister, bis ihn eine Herzerkrankung zur Berufsaufgabe zwang.
Schmitz wandte sich der Schwelmer Heimatgeschichte zu und veröffentlichte mit Aechte de Muer sein erstes Buch im Selbstverlag über die Geschichte eines Schwelmer Stadtteils. Daneben leitete er ehrenamtlich den Seniorenkreis in seiner Heimatgemeinde, der Propstei St. Marien in Schwelm, und überarbeitete das Archiv der Propstei. Daraus entstand eine Geschichte der Propsteigemeinde St. Marien, die im Jahr 2008 erschien. Das Bistum Essen zeichnete ihn dafür mit dem Ehrenzeichen des Bistums aus. 2012 brachte er – selbst Kolping-Mitglied – eine Geschichte der Kolpingfamilie Schwelm heraus.
Schließlich erforschte Schmitz die NS-Jahre des 20. Jahrhunderts in Schwelm. Grundlagen seiner Recherchen über die Zeit des Nationalsozialismus waren neben den Dokumenten und Zeitungen des Schwelmer Stadtarchivs noch vorhandene Familienaufzeichnungen aus der NS-Zeit und seine umfangreiche Privatsammlung. Für sein Buch Die Zeit des Nationalsozialismus in Schwelm wurde er 2014 von der Wilhelm-Erfurt-Stiftung für Natur und Kultur ausgezeichnet und mit dem Bürgerpreis der CDU Schwelm geehrt.
2014 publizierte er mit Ut dä Blagentied seine autobiografischen Erinnerungen.
Mit seiner Studie Mitten in der Zeit schrieb er 2015 die Geschichte der Christdemokraten in Schwelm von der Nachkriegszeit bis zur Wiedervereinigung. Daneben veröffentlichte er zahlreiche regionalgeschichtliche Aufsätze. Er arbeitete an einer Geschichte der unmittelbaren Nachkriegszeit in Schwelm.

## Verdienste um das Schwelmer Stadtarchiv
Aufsehen erregte im Januar 2016 seine Rettungsaktion wertvoller Archivbestände des Schwelmer Stadtarchivs vor der Vernichtung. Von der 2015 neu gewählten Bürgermeisterin Gabriele Grollmann wurde ein runder Tisch einberufen, um Missstände im Archiv zu klären und eine einvernehmliche Lösung für die Zukunft des Stadtarchivs zu finden.

## Ehrungen
- 2009: Ehrenzeichen des Bistums Essen
- 2014: Auszeichnung der Wilhelm-Erfurt-Stiftung für Natur und Kultur
- 2014: Bürgerpreis der CDU Schwelm

## Publikationen
- Aechte de Muer. Ein Schwelmer Stadtteil und seine Nachbarschaft. Schwelm 2007.[3]
- Illustrierte Pfarrgeschichte St. Marien Schwelm. Menschen – Priester – Epochen von den Ursprüngen der Christianisierung unseres Gebietes bis zur Propstei. Propsteigemeinde St. Marien, Schwelm 2008, ISBN 978-3-00-025339-3.
- 150 Jahre Kolpingfamilie Schwelm 1862–2012 zwischen Auftrag und Wandel. Beiträge zur Heimatkunde der Stadt Schwelm und ihrer Umgebung, Schwelm 2012.
- Die Zeit des Nationalsozialismus in Schwelm. 4. überarbeitete Auflage, Schwelm 2014.[12]
- Ut dä Blagentied. Erlebnisse, Bilder und Kindheitserinnerungen aus den fünfziger Jahren. Schwelm 2014.
- Mitten in der Zeit. 70 Jahre Schwelmer Stadtgeschichte von der Nachkriegszeit bis heute. 70 Jahre CDU in Schwelm. Schwelm 2015.[13]
- Die Zeit des Nationalsozialismus in Schwelm – Band II, Mosaiksteine des Untergangs, Die Schwelmer Nachkriegsjahre.  Schwelm 2017, ISBN 978-3-00-056188-7.[16]
- Lieb Vaterland magst unruhig sein    konnte von ihm noch kurz vor seinem Tod fertig erstellt werden. Schwelm 2019, ISBN 978-3-00-063902-9.[17]